# Alessandro Padoa
Alessandro Padoa (Venezia, 14 ottobre 1868 – Genova, 25 novembre 1937) è stato un matematico italiano.

## Biografia
Figlio di Pellegrino Padoa e Pasqua Levi, entrambi di origine ebraica, iscritto nel 1885 alla facoltà di scienze dell'Università di Padova, dovette interrompere gli studi per ragioni familiari, riprendendoli più tardi presso l'Università di Torino, dove subì l'influsso di Peano e dove si laureò nel 1895 in matematica.
La scelta degli studi logici gli ostacolò tuttavia la carriera universitaria ed insegnò pertanto nelle scuole secondarie; dal 1908 al 1935 si stabilì a Genova. Soltanto nel 1932 ottenne la libera docenza in logica matematica; nel 1934 gli fu assegnato il premio della Accademia dei Lincei.
Ha fatto parte, con Burali-Forti, Pieri, Vailati ed altri, della scuola italiana di logica matematica, sorta nell'ultimo decennio del secolo XIX attorno a Giuseppe Peano. Fin dalla tesi di laurea (dal titolo Di alcuni postulati della geometria euclidea dati con la maggiore indipendenza possibile dell'intuizione) egli dimostrò la sua predilezione per gli studi logici. A causa di incomprensioni con il maestro Peano, due suoi importanti articoli del 1897, che anticipavano argomenti trattati in seguito da studiosi stranieri, non vennero accettati per la pubblicazione e sono stati editi solo nel 1968 a cura di A. Giannatasio.
I suoi principali contributi risalgono al 1900, anno del Congresso Internazionale di Matematica e di quello di Filosofia, tenutisi entrambi a Parigi. È meritevole di nota la sua formulazione del cosiddetto metodo di Padoa per verificare l'irriducibilità del numero dei termini primitivi di un sistema assiomatico in rapporto ai postulati adottati.